# Podjelje
Podjelje je naselje v Občini Bohinj.